# Unité d'Habitation
Con il termine Unité d'Habitation si indica un complesso progetto residenziale e urbanistico ideato dall'architetto svizzero Le Corbusier.
Con questo termine si identifica altresì la tipologia di edificio dei cinque analoghi complessivamente realizzati in Europa, che rappresenta l'effettiva concretizzazione delle teorie ideate dal celebre architetto svizzero circa il nuovo concetto di costruire la città, nonché uno dei punti di arrivo fondamentali del Movimento Moderno nel concepire l'architettura e l'urbanistica.

## Storia
Nel 1946, in un tragico scenario di devastazione e macerie, le varie nazioni europee sopravvissute alla seconda guerra mondiale avviarono ciascuna grandi progetti di ricostruzione. In Francia il ministro dell'Urbanistica e della Ricostruzione Raoul Dautry interpellò, tra gli altri, l'architetto avanguardista Le Corbusier, che ebbe così l'opportunità di mettere in pratica i suoi recenti e innovativi studi sui princìpi funzionali volti a un nuovo modo di concepire lo spazio abitativo collettivo.
L'idea dell'Unité d'Habitation, tuttavia, veniva coltivata da Le Corbusier seppur in forma estremamente embrionale sin dal lontano 1907, quando egli visitò la Certosa di Ema, presso Firenze. Questa struttura lo colpì non soltanto sotto il profilo estetico o formale, bensì per il suo efficacissimo sistema distributivo, perfettamente in grado di coniugare la vita individuale dei frati con quella collettiva. In questo complesso monastico, infatti, la vita privata dei religiosi era tutelata da ogni promiscuità grazie alla presenza di celle che garantivano un isolamento pressoché totale e al contempo, tuttavia, un'esistenza corale assai partecipata; «[...] a partire da quel momento mi è apparso il binomio: "individuale" e "collettivo", un binomio indissolubile» scrisse in seguito l'architetto, folgorato dalla sinergia che nella Certosa di Ema si veniva a creare fra questi due ambiti, apparentemente inconciliabili.
Pur suscitando accesi dibattiti o violente stroncature, i suoi progetti si rivelarono validi e con intuizioni all'avanguardia per i tempi, anticipando molte delle più diffuse concezioni architettoniche contemporanee. Se queste sue innovative idee progettuali erano sino a quel momento rimaste sulla carta, una prima occasione per realizzarle si concretizzò ufficialmente a Marsiglia, in un'area non lontana dal porto che aveva subìto ingenti danni dovuti ai bombardamenti della seconda guerra mondiale. Alla luce di questa nuova opportunità Le Corbusier decise di istituire l'Ascoral, Assembée de Constructeurs pour une Rénovation Architecturale, nella prospettiva di avviare un'intensa ricerca teorica, sfociata poi con l'ideazione del Modulor, nonché di costituire una feconda e solidale collaborazione tra architetti e ingegneri in maniera perfettamente antitetica alla consuetudine del tempo, per il quale questa dicotomìa era irrealizzabile;
in seguito l'architetto fondò anche l'Atbat, Atelier de Bâtisseurs, un gruppo omogeneo di collaboratori tra architetti e ingegneri coordinati dall'ingegnere Vladimir Bodiansky.
Fu così che nel 1947 fu reso noto a Le Corbusier l'incarico ufficiale da parte del ministro Raoul Dautry di realizzare «un nuovo edificio sperimentale nel contesto della ricostruzione postbellica». Stabilito il luogo consono all'edificazione in boulevard Michelet a Marsiglia, vennero eseguiti più di mille disegni preparatori dagli architetti suoi collaboratori: André Wogenscky, Georges Candilis e Jacques Masson, sotto la tenace supervisione di Le Corbusier, che non si lasciò scoraggiare malgrado le innumerevoli difficoltà che lo ostacolavano poiché le formalità con le istituzioni si rivelarono tuttavia estenuanti, così come le ininterrotte critiche dei detrattori.
Nell'ottobre 1952, la costruzione della prima Unité d'Habitation fu ultimata e venne solennemente inaugurata a Marsiglia il 14 ottobre, a cinque anni esatti dalla posa della prima pietra, un ritardo dovuto alla discontinuità dei finanziamenti e a lungaggini burocratiche; essa fu rinominata Cité Radieuse e nonostante le iniziali stroncature della critica dell'epoca riscosse un buon successo, divenendo presto ambìta residenza di intellettuali ed esponenti del ceto borghese medio-alto.
A partire dalla riuscita realizzazione di questa prima sperimentazione, Le Corbusier fu chiamato a partecipare a ulteriori progetti di ricostruzione analoghi che portarono alla costruzione di altre tre Unitées d'Habitation simili, seppur talvolta meno complete allorché inserite prevalentemente nel programma di edilizia popolare convenzionata delle municipalità di Nantes, Briey e Firminy. Nel 1957 ne fu realizzata anche una quarta a Berlino Ovest, in occasione dell'Interbau 57, tuttavia Le Corbusier ne disconobbe in seguito la paternità poiché l'opera durante la sua realizzazione subì inaspettatamente variazioni progettuali tali da snaturarne quasi il senso originario. Esse hanno tuttavia caratteristiche del tutto simili tra loro e si differenziano principalmente per dimensioni e numero di piani e tutti gli esemplari realizzati in Francia sono stati nominati Monument Historique; nel caso dell'Unité d'Habitation di Marsiglia, essa è stata anche decretata Patrimonio UNESCO.

## I princìpi architettonici

### Sintesi tra architettura e urbanistica
Secondo il pensiero di Le Corbusier non esisteva una sostanziale distinzione tra l'urbanistica e l'architettura, discipline che egli tentò di coniugare con demiurgica perizia. La sua attenzione era principalmente rivolta a studiare un sistema di relazioni che, partendo dalla singola unità abitativa intesa come cellula di un insieme, si estendeva all'edificio, al quartiere e all'intero ambiente costruito.

Lo studio delle misure suggerite dal Modulor per dare vita a un'«architettura a misura d'uomo»

L'Unité d'Habitation è la magistrale sintesi di questa teoria e racchiude in sé tutti i princìpi architettonici da lui ideati, divenendo la somma delle funzioni prettamente domestiche coniugate a quelle urbanistiche. Essa venne quindi concepita come una vera e propria «città verticale»  caratterizzata da spazi individuali inseriti in un ampio contesto di aree comuni; questo equilibrio fu supportato dall'impiego delle più moderne tecniche progettuali e costruttive già scoperte in precedenza dal Razionalismo e dall'esperienza del Bauhaus, con un largo uso del cemento armato e di materiali innovativi.

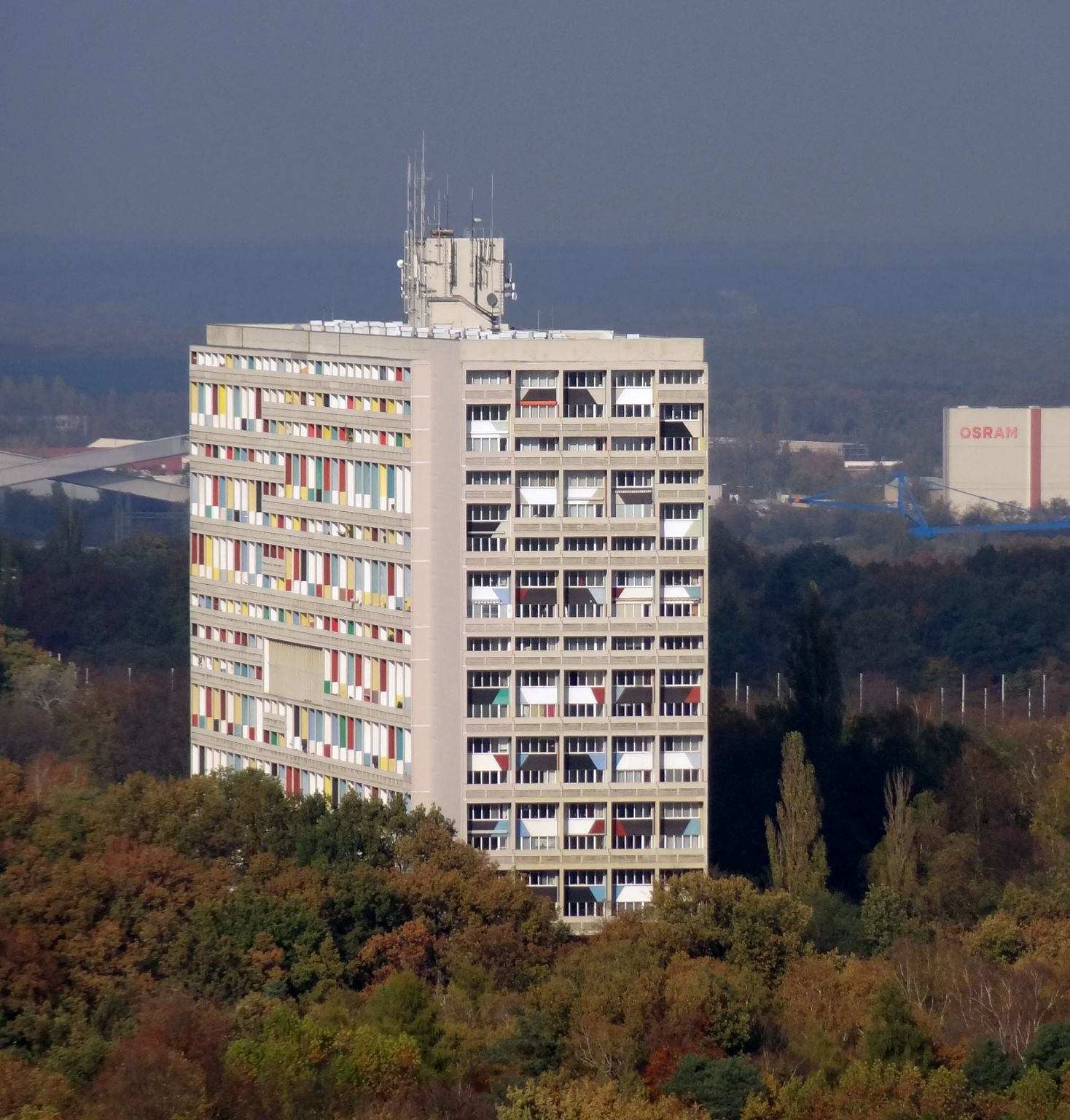
La Corbusierhaus di Berlino realizzata nel 1957, di cui tuttavia Le Corbusier disconobbe la paternità del progetto

L'edificio rappresenta quindi una sorta di contenitore che racchiude in esso uno spazio urbano, trascendendo la funzione meramente abitativa di un semplice condominio e concependo l'edificio come una sorta di «macchina per abitare» per un elevato numero di persone. Secondo i princìpi di Le Corbusier, l'attuazione di questa teoria porterebbe al salto dimensionale tra il singolo edificio e la città, cosicché il primo divenga un sottomultiplo della seconda.

### La sinergia tra la vita individuale, familiare e collettiva
Attraverso un accurato studio delle planimetrie Le Corbusier, con la sua Unité d'Habitation, è riuscito a proporre un modello architettonico in grado di coniugare armoniosamente la vita individuale, familiare e collettiva. Se la proliferazione disomogenea di abitazioni isolate aveva generato un'elevata occupazione di suolo sottratto alla natura, Le Corbusier con l'Unité d'Habitation ha viceversa dato vita a un unico organismo polifunzionale complesso che, pur preservando un'elevata densità abitativa, è riuscito a costituirsi come un'alternativa all'ingombrante serialità spesso monotona delle villette unifamiliari, riuscendo altresì a destinare una maggiore area a verde o a scopi agricoli, evitando così altri fenomeni energivori poco sani come quelli dello sprawl e della "città diffusa".

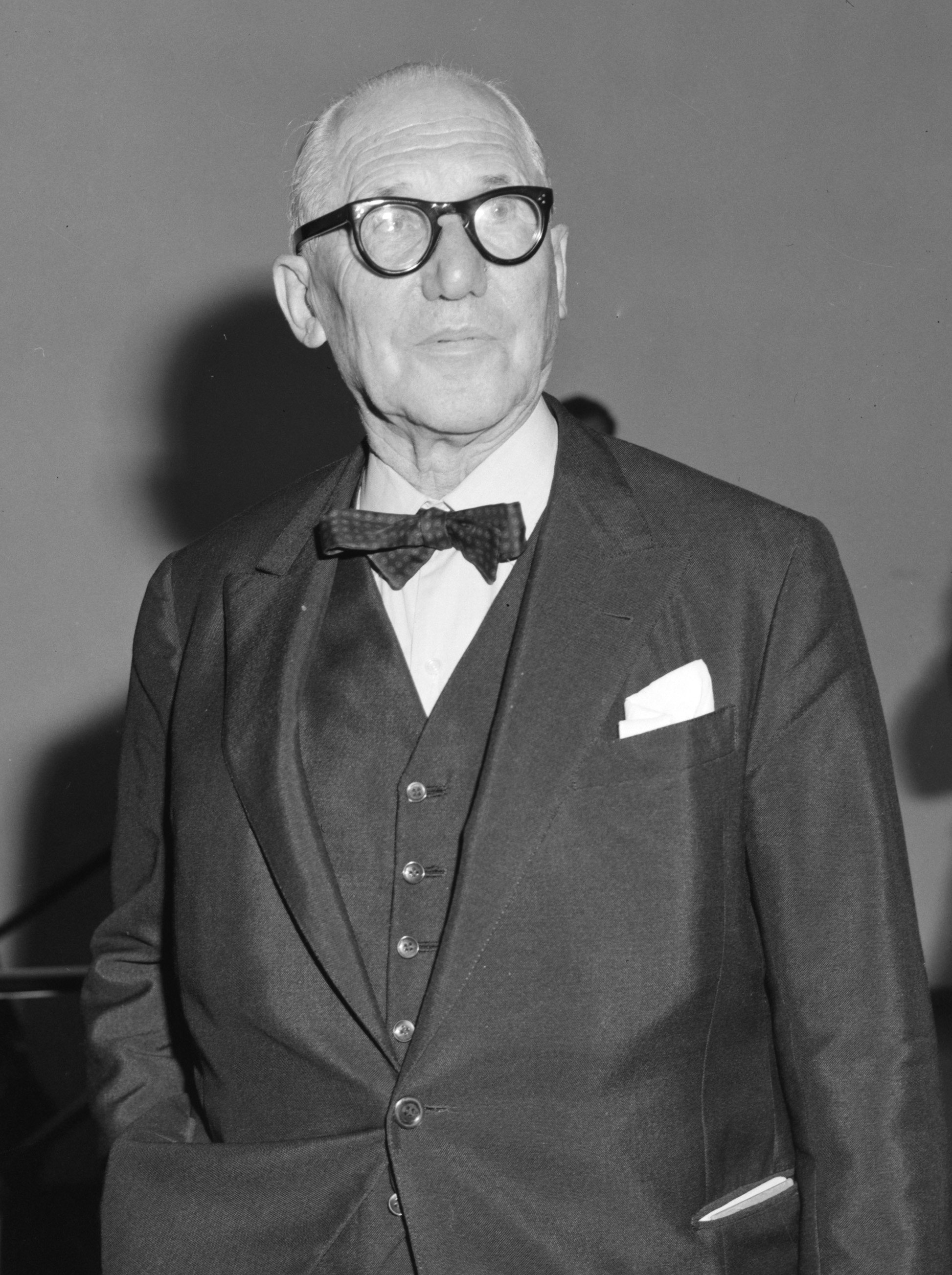
Un'immagine di Le Corbusier nel 1964

Partendo da queste premesse, egli si è posto il problema di gestire con cautela la concrezione abitativa che si viene così a generare. Le Corbusier, come già accennato, ha risolto questa problematica a partire sin dalle planimetrie dei singoli appartamenti. Egli, infatti, ripudiando l'architettura più tradizionale che concepiva gli spazi in maniera scatolare, come una mera giustapposizione di stanze, concepì una sorta di frantumazione dell'unità familiare per generare una disgregazione, approdando a una nuova concezione degli spazi, talvolta aperti e liberi, tanto da stimolare momenti di convivialità, oppure aree discrete e schermate a uso individuale, dove il singolo utente può isolarsi in maniera appartata.
Amplificando questo primo concetto, Le Corbusier era altresì consapevole di quanto fosse necessario salvaguardare il nucleo familiare dalle ingerenze esterne, evitando per quanto più possibile una promiscuità sia fisica che morale, con le famiglie adiacenti. Le lottizzazioni delle abitazioni isolate, o peggio delle case a schiera, si rivelavano carenti in tal senso, poiché le singole unità abitative erano separate tra di loro soltanto da sottili pareti o strisce di terreno di dimensioni modestissime, che non garantivano una sufficiente protezione visiva e acustica tra i vari nuclei famigliari. 
Per Le Corbusier questo fattore lo portò ad affermare: 
(André Wogenscky)
Memore della significativa esperienza presso la Certosa di Ema, tuttavia, Le Corbusier era ben consapevole che tutelare l'individualità familiare non significava necessariamente rinunciare a una vita collettiva intensa. Le Corbusier riconobbe la natura eminentemente sociale dell'uomo, il quale tende per natura ad aggregarsi con altri individui e a costituirsi in società; pur avendo il diritto di realizzarsi privatamente in seno alla famiglia o nella propria vita individuale, egli sente così comunque l'esigenza di riconoscersi in una dimensione culturale collettiva. Per questo motivo Le Corbusier, nel segno di un'equilibrata riconciliazione tra famiglia e società, sceglie di prevedere, oltre ai singoli appartamenti, una ricca dotazione di servizi extraresidenziali essenziali come asilo, scuola, supermercato, ufficio postale, biblioteca, palestra, piscina e aree ricreative a diretto beneficio di tutti gli abitanti.

## Principali caratteristiche degli edifici realizzati

Lo schema costruttivo delle singole unità abitative duplex

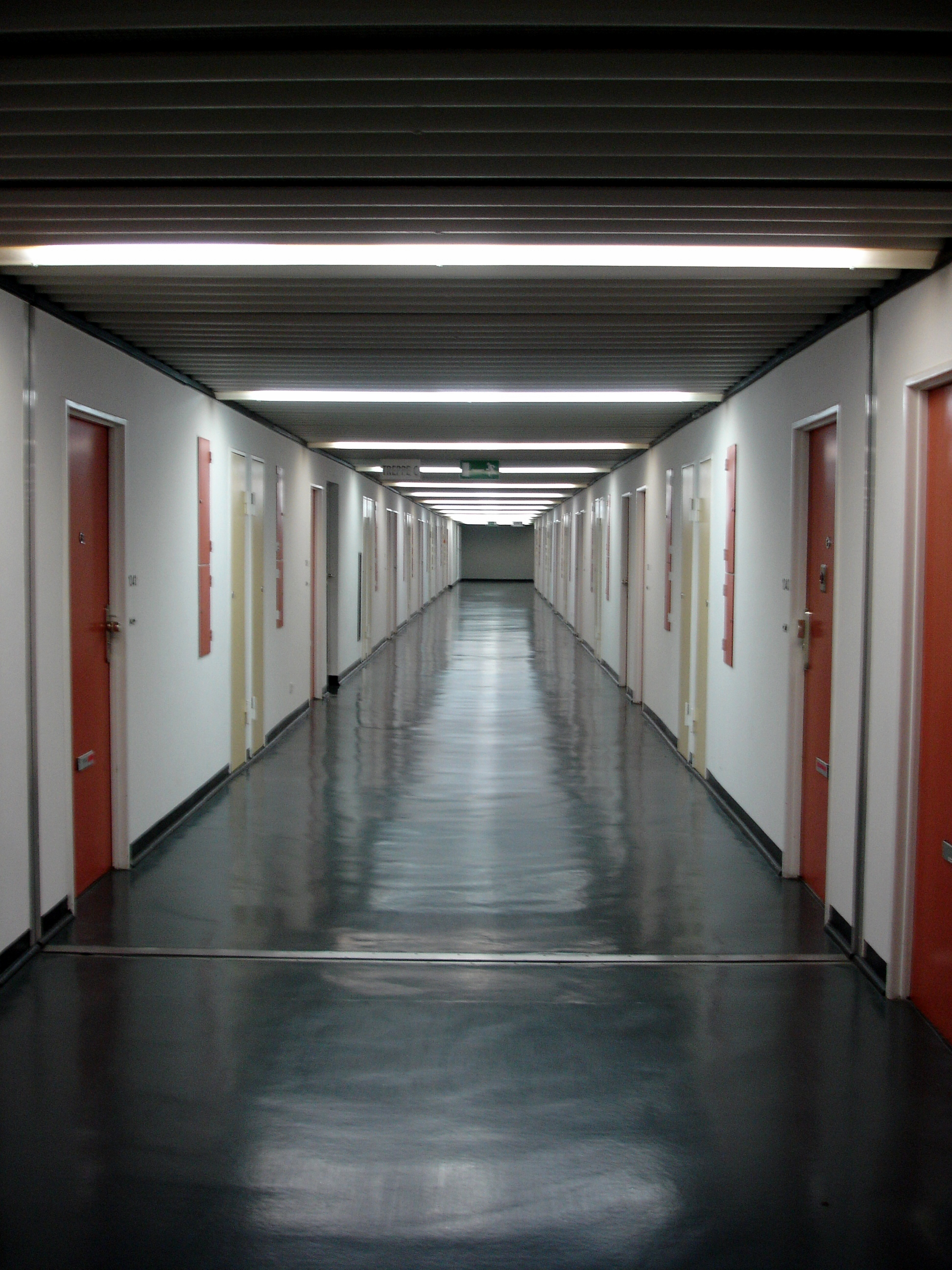
Uno dei corridoi interni della Corbusierhaus di Berlino

Prendendo in esame la prima Unité d'Habitation realizzata, ovvero quella di Marsiglia, si evince che il complesso residenziale può contenere più di 1 500 abitanti e, come accade per tutte le altre opere realizzate, l'edificio è  posto al centro di un'area verde. Secondo i Cinque Punti l'arretramento dei pilotis rispetto al filo dei solai consente lo sviluppo della «facciata libera» che conta l'impiego di ampie finestrature «a nastro» lungo i principali prospetti perimetrali a tutto vantaggio di un ottimale livello di illuminazione interna. In tutti gli edifici realizzati i prospetti principali delle facciate sono sempre scanditi dalla caratteristica ripetizione dei moduli rettangolari dei terrazzi degli appartamenti, solitamente caratterizzati ciascuno dalla presenza di un colore differente al proprio interno in netto contrasto con l'uniformità cromatica del cemento armato grezzo dell'intera struttura.
Come è noto ciascuna Unité d'Habitation realizzata ospita solitamente anche aree dedicate a servizi solitamente dislocati nel contesto urbano circostante, creando una commistione di spazi comuni, zone commerciali e aree residenziali che rappresenta il valore aggiunto distintivo dell'opera, altresì organizzata con grande razionalità, pur senza tralasciare la funzionalità. Nell'edificio di Marsiglia, ma anche in alcuni altri realizzati altrove, ampi corridoi interni percorrono longitudinalmente la struttura e consentono l'accesso ai principali servizi utili alla collettività: lavanderia, supermercato, palestra, caffetteria,  ufficio postale, studi professionali ma talvolta anche una scuola elementare, oppure negozi, ristoranti o uffici, tra cui vi è sempre l'ufficio direttivo del syndic, ovvero l'amministratore dell'immobile. 
A differenza dell'uniforme superficie esterna, gli interni degli edifici sono quasi sempre caratterizzati dalla presenza del colore pressoché ovunque, utilizzato come vero elemento di arredo. Gli appartamenti sono ubicati sempre nella porzione prettamente residenziale dell'edificio, composta da una successione di circa trecento appartamenti disposti trasversalmente rispetto allo sviluppo longitudinale dell'edificio.
Uno degli aspetti più rivoluzionari di ciascuna Unité d'Habitation fu l'innovativa concezione della singola cellula abitativa, non più contraddistinta dal contesto sociale di chi la abita. Analizzando la planimetria degli appartamenti di ciascun edificio è interessante notare come Le Corbusier abbia concepito delle unità abitative tutte uguali e di dimensioni medio-grandi, quasi fossero oggetti da assemblare in serie; ciascuna di esse è del tipo duplex, ovvero disposta su due livelli diversi collegati da una scala interna. Gli appartamenti sono tutti identici ma speculari e originariamente caratterizzati da una volumetria a "L" rovesciata, dalla cui sovrapposizione si ottengono i vani centrali che costituiscono gli ampi corridoi che ogni due piani percorrono l'intero edificio e su cui vi sono gli ingressi di ciascun appartamento; secondo la logica progettuale di Le Corbusier questi corridoi, caratterizzati da colori vivaci, rappresentano le "strade" del complesso residenziale. Il tetto abitabile, noto anche come «tetto giardino», è infine uno degli ultimi Cinque Punti dell'opera di Le Corbusier poiché, analogamente a quanto accade negli odierni grattacieli, grazie all'impiego del calcestruzzo armato esso è stato concepito come un vasto giardino pensile, altresì adibito a funzioni complementari o ricreative utili alla collettività. Esso in quasi tutte le Unitées d'Habitation realizzate ospitava originariamente svariati locali a uso comune come la palestra, l'asilo, un solarium, un auditorium all'aperto e un percorso ginnico di circa trecento metri per l'attività sportiva.
L'architetto concepì tutti questi spazi abitativi applicando il proprio sistema denominato Modulor, ovvero «una gamma di misure armoniose per soddisfare la dimensione umana, applicabile universalmente all'architettura e alle cose meccaniche». Una rappresentazione del Modulor è sempre raffigurata in un rilievo su una parete in cemento, quasi a firma di ciascun edificio.